# چشمه مار
چشمه مار (به کردی: کیه‌نی مار) روستایی از توابع بخش فیروزآباد در استان کرمانشاه است.

## کشف روستا
در سال ۱۳۹۰ رسانه‌های اینترنتی از وجود روستایی خبر دادند که تا آن زمان در آمار و سرشماری دولتی ناشناخته باقی مانده‌بود. به جز یک نفر از ساکنان روستا که فقط دارای شناسنامه بوده، هیچ‌یک از ساکنان شناسنامه، کارت ملی و عقدنامه نداشته و یارانه نیز دریافت نمی‌کردند. همچنین هیچ‌گونه امکانات دولتی مانند امکانات بهداشتی و درمانی، آموزشی، راه، آب و برق نیز به این روستا ارائه داده نشده‌بود. این روستا که در مرز سه استان کرمانشاه،‌ ایلام و لرستان قرار دارد، ۱۰ کیلومتر از رودخانۀ سیمره فاصله داشته و در دل جنگل قرار دارد و از آنجا که از یک سمت به رودخانه و از سمت دیگر به کوه محدود می‌شود، قابل دسترسی نبوده‌است. هیچ پل ارتباطی نیز برای عبور و مرور مردم روستا بر روی سیمره ساخته نشده‌بود و ساکنان روستا تنها در چند هفته از سال امکان عبور از رودخانه را با استفاده از تیوب داشتند. همچنین مسئولان بخشداری سرفیروزآباد نه تنها به این روستا سرکشی نکرده‌‌بودند،‌ بلکه از وجود آن نیز ابراز بی‌اطلاعی می‌کردند.
جمعیت روستا بیش از ۳۰ نفر اعلام شده و شغل مردم روستا کشاورزی و دامداری بوده‌است. این مردم در گذشته از عشایر کوچ‌رو بوده‌اند،‌ اما پس از اسکان اجباری عشایر به دلیل وجود مراتع خوب در نزدیکی این مکان و  نیز در روستاهای کالگه و شهره در همجواری آن در این نقطه ساکن شده‌اند. آب آشامیدنی مردم از تنها چشمۀ روستا تأمین شده و هیچ خدمات آبرسانی به این روستا ارائه نشده‌است.
پس از انتشار اخباری مبنی بر وجود این روستا، برخی از مسئولان استان کرمانشاه به این روستا رفته و برخی اقدامات ابتدایی مانند صدور شناسنامه و عقدنامه و نیز تسطیح راه ارتباطی انجام شد. در آبان سال ۱۳۹۳ یک کانکس به عنوان مدرسه به این روستا ارسال و همچنین معلم و آموزشیار به آنجا اعزام شد.

## مهاجرت گروهی
با این وجود ۵ سال بعد از این اقدامات، روند خدمت‌رسانی در سطحی نبود که به آبادانی روستا بینجامد. در پاییز ۱۳۹۸ اعلام شد که اهالی روستای چشمه مار با فروختن دام‌ها و واگذاری زمین‌هایشان روستا را ترک کرده و در حاشیۀ شهر کرمانشاه ساکن شده‌اند.

## عدم وجود پل بر روی سیمره
اهالی روستای چشمه مار برای دسترسی به شهر ناگزیر از عبور از رودخانۀ سیمره هستند و به دلیل فقدان پل، تردد تردد از رودخانه با تیوب، لاستیک، الاغ یا تراکتور صورت می‌گیرد که سبب بروز حوادث و حتی جان باختن تعدادی از ساکنان این روستا شده‌است.